# Pali (Lalitpur)
Pali è una suddivisione dell'India, classificata come nagar panchayat, di 8.710 abitanti, situata nel distretto di Lalitpur, nello stato federato dell'Uttar Pradesh.